# Laura Aller
Laura Christiane Aller, född Bierring 14 januari 1849, död 9 oktober 1917, var en dansk affärskvinna och pionjär inom veckotidningsbranschen. Till en början assisterade hon sin make Carl Aller att utveckla sin litografiska metod för att trycka flera kopior av bilder. Hon fortsatte att bidra till tidningsimperiet fram till sin död 1917. 

## Uppväxt
Laura Allers föräldrar Lauritz Jørgen Bierring (1816–1854) och Christine Clausen (1816–1871) uppfostrade dottern i ett enkelt hem i Köpenhamn.

## Yrkesliv
Laura Aller startade tillsammans med sin make Carl Aller det som i dag heter Aller A/S och äger svenska Aller Media AB samt de övriga nordiska dotterbolagen. Maken var VD för deras bolag och den trycktekniskt kunnige medan Laura Aller var något som i dag hade motsvarat chefredaktör och publicistisk ansvarig för utgivningen.
Det hela började med recept i Nordisk Mønster Tidende 1874. Tre år senare kom förlagan till svenska Allers – Illustreret Familie-Journal. Laura Aller var en vital del i magasinens framgångar där hon hanterade konton, distribution och framförallt innehållet. Hon översatte inte bara material från utländska källor utan skrev även eget innehåll till veckotidningarna. Efter bara några år lästes Illustreret Familie-Journal av kungligheter, stadsbor och människor på landet.

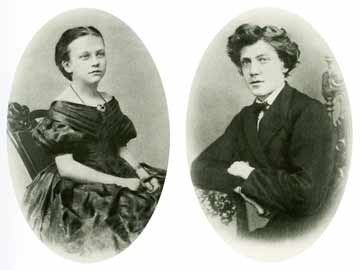
Laura Aller och Carl Aller som unga.

## Familj och privatliv
Laura Aller gifte sig med Carl Julius Aller 20 oktober 1871. Tillsammans fick de fyra barn.
Hon är begraven på Vestre kyrkogård i Köpenhamn.

## Lauramånaden
En månad varje år tillägnar Aller Media sin grundare Laura Aller och hennes anda. Lauramånaden går ut på att ”stötta en organisation som förbättrar kvinnors liv” med sin organisation och pengar.